# Carin ter Beek
Carin ter Beek, född den 29 december 1970 i Groningen i Nederländerna, är en nederländsk roddare.
Hon tog OS-silver i åtta med styrman i samband med de olympiska roddtävlingarna 2000 i Sydney.